# Облако Вильсона

Облако Вильсона, возникшее после 21-килотонного подводного ядерного взрыва в испытании «Бэйкер» операции Crossroads.

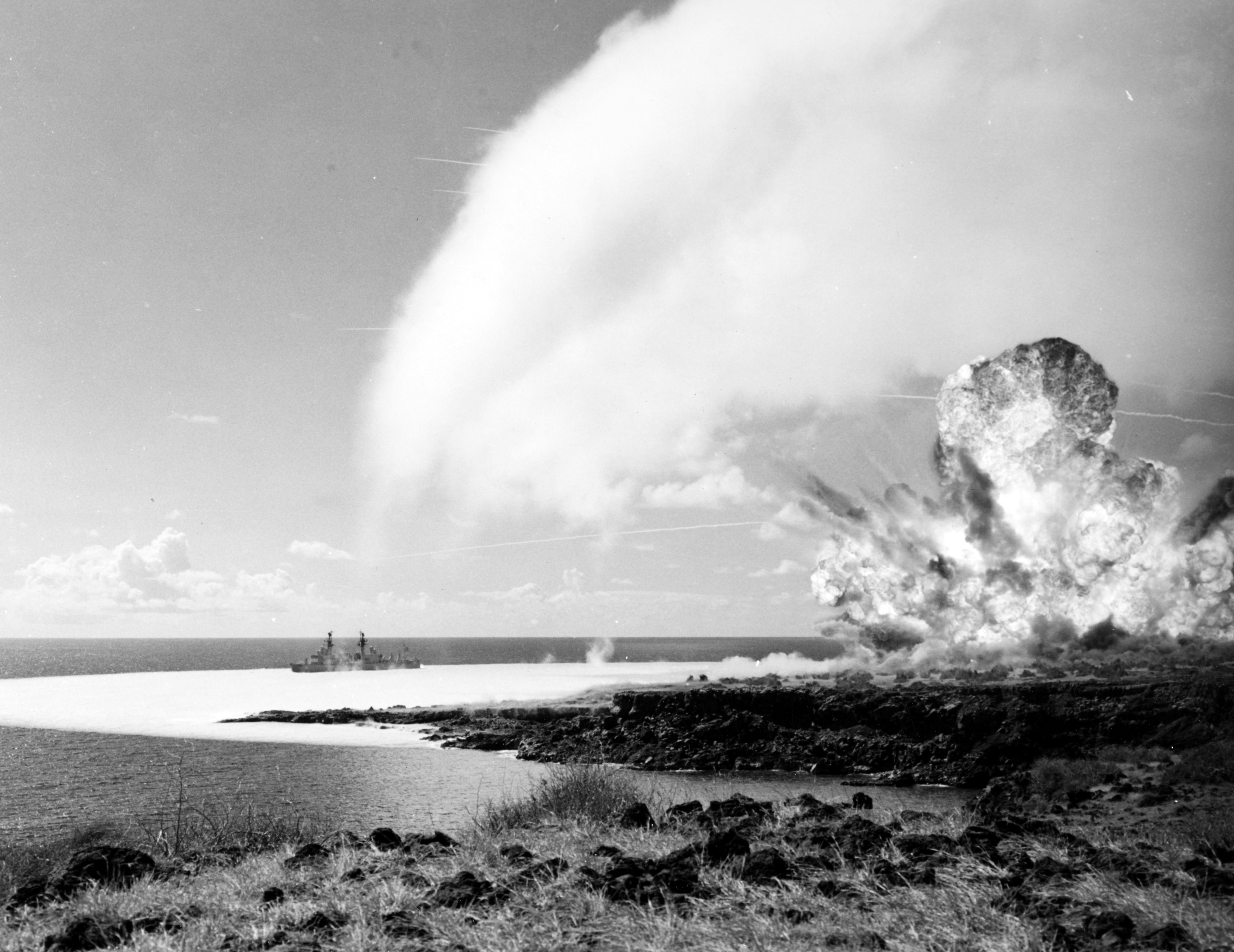
Облако Вильсона во время взрыва «Shot Bravo», сделанного в 1965 году в ходе операции «Sailor Hat» — взрыв 500т тринитротолуола.

Облако Вильсона, конденсационное облако — облако водного аэрозоля, временно появляющееся при мощном взрыве во влажном воздухе.
Возникающее при взрыве облако конденсированного водяного пара названно в честь шотландского физика Чарлза Вильсона, изобретателя камеры Вильсона.

## Механизм возникновения
После прохождения ударной волны возникает область низкого давления с пониженной температурой, что в совокупности приводят к образованию зоны пересыщенного водяным паром воздуха, в которой происходит спонтанная конденсация водяного пара — образуется облако Вильсона.
Облако Вильсона образуется как при ядерном, так и при химическом взрыве большой мощности.
В различных условиях, в том числе в зависимости от типа взрыва (наземный, подземный, подводный, воздушный), облако Вильсона может иметь разную форму: кольцевидное облако в определённом радиусе и плоскости взрыва при одних условиях, облако купольного типа, заслоняющее собой весь огненный шар, и другие.